# 瓦里娜·戴維斯
瓦里娜·安妮·班克斯·豪厄爾·戴維斯（英語：Varina Anne Banks Howell Davis，1826年5月7日—1906年10月16日），是美利堅聯盟國唯一的第一夫人，是傑佛遜·戴維斯總統的第二任妻子。1861年中期，她搬到弗吉尼亞州里士滿的總統官邸，並在那裡度過了內戰剩餘時間。瓦里娜·戴维斯在南方出生和長大，在費城接受教育，衝突雙方都有家庭，對擔任公共角色的女性有著非傳統的看法。她不支持美利堅聯盟國在奴隸制問題上的立場，並對戰爭持矛盾態度。
戴維斯戰後成為一名作家，完成了她丈夫的回憶錄《邦聯政府的興衰》。她被凱特（戴維斯）普利策（據說是瓦里納的丈夫和出版商約瑟夫·普利策的妻子的遠房表親）招募來撰寫文章，並最終成為《紐約世界報》的常規專欄。戴維斯於1889年喪偶，1891年帶著最小的女兒溫妮搬到紐約市從事寫作工作。她享受城市生活。在晚年，她試圖調和南北雙方的傑出人物。

## 傳
瓦里娜出生於密西西比州納奇茲，是威廉·B·豪厄爾和瑪格麗特·L·坎普的女兒。他的父親是美國第二銀行的職員。他的祖父理查德·豪厄爾（Richard Howell）曾擔任多屆新澤西州州長
瓦里娜 (Varina) 最初在喬治·溫徹斯特法官 (Judge George Winchester) 的指導下接受教育，後者是哈佛大學畢業生，也是家族12年的朋友。然後他就讀於費城格陵蘭夫人的學校。1843年，17歲的他在回家過聖誕假期時遇到了傑佛遜·戴維斯。戴維斯當時是一位36歲，剛剛開始她的政治生涯。戴維斯比他大十八歲，瓦里娜的母親最初強烈反對這段關係，因為戴維斯是民主黨黨員，而豪威爾家族是輝格黨的堅定支持者。瓦里娜發燒了，1845年2月，當戴維斯探望瓦里娜時，人們決定讓她結婚。1845年2月26日，他們相識約14個月後，瓦里娜父母位於納奇茲的 The Briars家中結婚。

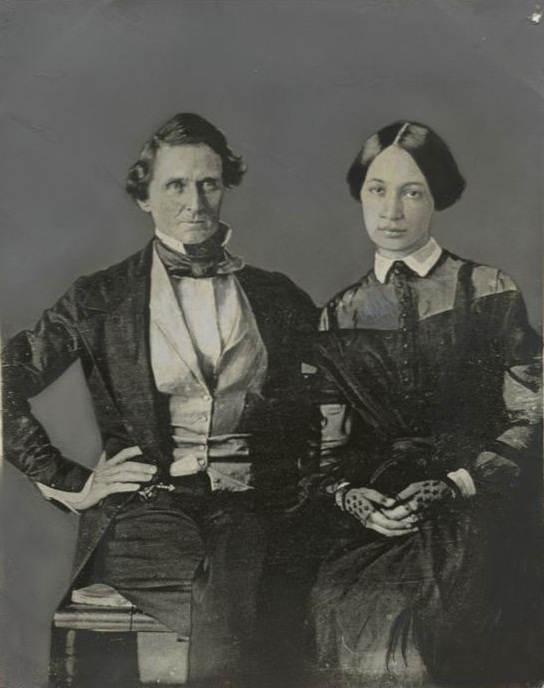
1845年瓦里娜·戴維斯與傑佛遜·戴維斯結婚時的照片

當傑佛遜·戴維斯成為美利堅聯盟國總統時，瓦里娜成為邦聯第一夫人。
隨著內戰美利堅聯盟國的失敗而結束後，戴維斯在弗吉尼亞州韋沃斯的門羅堡被監禁了兩年。戴維斯最終被保釋，從未受審，但暫時失去了他在密西西比州（布里爾菲爾德）的家和大部分財富，以及他的美國公民身份（他的公民身份在20世紀死後恢復） 。1879年，戴維斯從莎拉·多爾西 (Sarah Dorsey) 手中購買了密西西比灣沿岸的波伏娃 (Beauvoir)。
瓦里娜一直留在那裡，直到1889年戴維斯去世。1890年，他開始撰寫戴維斯傳記《傑佛遜·戴維斯傳》。然而，由於出版商的問題，這本書銷量很少。由於收入微薄、健康狀況不佳，而且無法妥善維持波伏瓦的生活，瓦里娜搬到紐約市從事寫作事業，於1891年約瑟夫·普利策撰寫手稿。1902年10月，瓦里納以 10,000美元的價格將波伏瓦賣給了南部邦聯退伍軍人之子密西西比分會，該分會將用作邦聯退伍軍人的設施。
1906年10月16日，瓦里娜因雙側肺炎在紐約市大華酒店的一個房間內去世。當時已經80歲了。六個孩子中只剩下一個。他被埋葬在里士滿好萊塢公墓的戴維斯墳墓附近。
她的女兒瓦里娜·安·“溫妮”·戴維斯（Varina Ann "Winnie" Davis，1864-1899 年）是一位小說家和記者，俗稱“邦聯的女兒”。

## 外部連結
- Varina Davis （页面存档备份，存于）, First Lady Of The Confederate States Of America
- A stop on the Varina Davis trail route - 181 Highway 215 South, Happy Valley （页面存档备份，存于）